# Kikaijikake no Marī
Kikaijikake no Marī (яп. 機械じかけのマリー, Механічна Марія) — серія манґи, написана та проілюстрована Акі Акімото. Спочатку це був ван-шот, опублікований у щомісячному сьодзьо журналі LaLa видавництва Hakusensha в березні 2020 року, а потім його почали серіалізувати в цьому ж журналі з червня 2020 по червень 2023 року. Розділи були зібрані в шість томів-танкобонів. Адаптація у вигляді аніме-серіалу виробництва студій Zero-G та Liber запланована на жовтень 2025 року.

## Персонажі
Марія (яп. マリー, Marī)
Сейю: Нао Тояма
Артур (яп. アーサー, Āsā)
Сейю: Харукі Ішія
Марія-2 (яп. マリー2, Marī 2)
Сейю: Амі Кошімідзу
Ноа (яп. ノア, Noa)
Сейю: Чіакі Кобаяші
Рой (яп. ロイ, Roi)
Сейю: Юічіро Умехара
Мейнард (яп. メイナード, Meinādo)
Сейю: Дайші Каджіта

## Медіа

### Манґа

#### Основний твір
Манґа «Kikaijikake no Marī» (Механічна Марія), написана та проілюстрована Акі Акімото, спочатку була опублікована як ван-шот у сьодзьо журналі LaLa видавництва Hakusensha 24 березня 2020 року. Пізніше її почали серіалізувати в цьому ж журналі з 24 червня 2020 по 23 червня 2023 року. Шість томів-танкобонів були випущені в період з грудня 2020 по вересень 2023 року. У лютому 2025 року видавництво Yen Press оголосило, що ліцензувало серію для публікації англійською мовою під назвою «Mechanical Marie».

#### Продовження
Продовження серії, що отримало назву Kikaijikake no Marī+ (яп. 機械じかけのマリー＋, Механічна Марія+), почало виходити в журналі LaLa 24 квітня 2025 року.

#### Томи
| № | Дата виходу    | ISBN                   |
| - | -------------- | ---------------------- |
| 1 | 4 грудня 2020  | ISBN 978-4-59-222081-7 |
| 2 | 4 червня 2021  | ISBN 978-4-59-222082-4 |
| 3 | 3 грудня 2021  | ISBN 978-4-59-222083-1 |
| 4 | 5 липня 2022   | ISBN 978-4-59-222084-8 |
| 5 | 3 лютого 2023  | ISBN 978-4-59-222085-5 |
| 6 | 5 вересня 2023 | ISBN 978-4-59-222154-8 |

### Аніме
Про аніме-адаптацію було оголошено 5 серпня 2024 року. Її виробництвом займаються студії Zero-G та Liber, режисером є Джюнджі Нішімура. Сценарій напише Маріко Кунісава, дизайн персонажів розробить Йоко Кікучі, а музику створять Ясухару Таканаші та Йоганнес Нільссон. Прем’єра серіалу запланована на жовтень 2025 року на телеканалах Tokyo MX, ytv та BS Fuji. Сервіс Crunchyroll транслюватиме його.